# (65) Кибела
(65) Кибела (лат. Cybele) — астероид внешней части главного пояса, который принадлежит к спектральному классу P и возглавляет одноимённую группу астероидов — семейство Кибелы. Он был открыт 8 марта 1861 года немецким астрономом Эрнстом Темпелем в Марсельской обсерватории и назван в честь древнегреческой богини Кибелы.

## Наименование
В процессе присвоения наименования астероиду возник небольшой спор. Эрнст Темпель передал своё право выбора имени астероида немецкому учёному Карлу Штейнгейлю в знак признания его заслуг в деле телескопостроения. Карл Штейнгейль же предложил дать вновь открытому астероиду имя тогдашнего короля Баварии Максимилиана II и назвать его словом «Maximiliana». Однако, по правилам того времени, имена астероидам давались строго лишь из древнегреческой мифологии, к тому же ряд других астрономов высказались резко против такого наименования. В результате астероид получил имя фригийской богини земли Кибелы.

## Орбитальные характеристики
Семейство Кибелы, также как и сам астероид Кибела, расположено во внешней части пояса астероидов и является одной из самых крупных групп астероидов в главном поясе. Характерной особенностью этого астероида является их принадлежность к тёмным богатым углеродными соединениями спектральным классам и движение вокруг Солнца в орбитальном резонансе с Юпитером 1:2.

## Физические характеристики

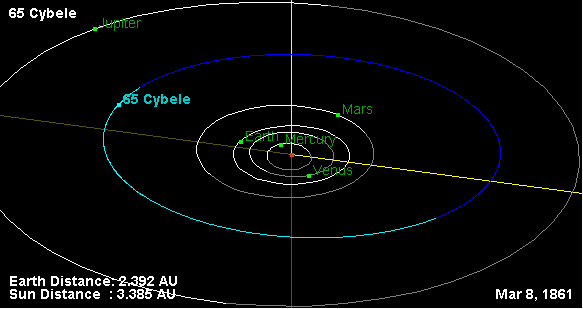
Орбита астероида Кибела и его положение в Солнечной системе

Впервые попытка оценки диаметра астероида Кибела была предпринята в Советском Союзе, по результатам наблюдения покрытия звезды астероидом 17 октября 1979 года. Эти наблюдения позволили сделать вывод о неправильной форме астероида с максимальным диаметром 245 км, что почти совпадает с диаметром, определённым орбитальной обсерваторией IRAS (237 км). Во время того же покрытия были найдены признаки наличия у него спутника диаметром 11 км, однако подтвердить его наличие до сих пор не удалось. По оценкам сделанным спустя 6 лет в 1985 году диаметр Кибелы составил около 330 км и был сильно завышен. В 2004 году Мюллер произвёл ещё одну оценку размеров Кибелы, на этот раз с использованием термофизического моделирования (TPM), давшую результат 302×290×232 км.
Последние покрытия звёзд этим астероидом наблюдались 24 августа 2008 года — затмевалась звезда 2UCAC 24389317 12,7m звёздной величины, и 11 октября 2009 года — затмевалась звезда в созвездии Водолея 13,4m звёздной величины.
Последние инфракрасные спектры астероида, полученные 7 октября 2010 года, показывают интересную картину линий поглощения, схожую со спектром другого крупного астероида — (24) Фемида. Это может свидетельствовать о наличии на поверхности Кибелы водяного льда. Поверхность астероида может быть покрыта тонким слоем силикатной пыли, перемешенной с небольшим количеством водяного льда и твёрдых органических веществ. Японский инфракрасный спутник Akari выявил наличие на Кибеле гидратированных минералов.